# 4015 Wilson-Harrington
4015 Wilson-Harrington (1979 VA), 107P/Wilson-Harrington, periodični komet i asteroid Apolonove skupine, objekt blizu Zemlji. Nosi ime po Robertu Georgeu Harringtonu i Albertu Georgeu Wilsonu.
Tholenove je spektralne vrste CF.
Komet su pronašli 19. studenoga 1949. Albert George Wilson i Robert George Harrington na zvjezdarnici Palomaru. Samo su pribavljena tri fotografska promatranja. Komet se smatralo izgubljenim. Nije bilo dovoljno promatranja za odrediti dovoljno točnu putanju za znati buduće pojave kometa. 15. studenoga 1979. Eleanor Francis Helin je pronašla asteroid koji prelazi Marsovu putanju promatrajući sa zvjedarnice na Mount Palomaru. Dobio je oznaku 1979 VA, a kad je ponovo promatran 20. prosinca 1988. godine, primio je stalni broj 1015. 
Ekscentriciteta je 0,624 što je nešto više od svojstvenih ekscentriciteta malih planeta glavnog asteroidnog pojasa i više nego što je svojstveno periodičnim kometima. Vrijednost MOID-a (Minimum Orbit Intersection Distance) mu je manja od 0,05 AJ te uz njegovu srazmjernu velikost čini ga moguće opasnim asteroidom (PHA, eng. Potentially Hazardous Asteroid). 
Samo je sedam drugih objekata u Sunčevu sustavu koje je dvojako označeno, i kao komet i kao asteroid: 2060 Hiron (95P/Hiron), 7968 Elst-Pizarro (133P/Elst-Pizarro), 60558 Eheklo (174P/Eheklo), 118401 LINEAR (176P/LINEAR), (323137) 2003 BM80 (282P/2003 BM80), (300163) 2006 VW139 (288P/2006 VW139) i (457175) 2008 GO98 (362P/2008 GO98). S obzirom na dvostruki mu status, astrometrijska promatranja objekta 4015 Wilson–Harrington trebalo bi izvješćivati pod označavanje malih planeta.